# Kierzki (Silésie)
Pour les articles homonymes, voir Kierzki.
Kierzki est une localité polonaise de la gmina de Herby, située dans le powiat de Lubliniec en voïvodie de Silésie.